# Kakkonen
Kakkonen (eller: II divisioona) er den tredjebedste række i finsk fodbold, bestående af 36 klubber fordelt i 3 puljer. 